# Giuseppe Muraglia
Giuseppe Muraglia (Àndria, Província de Barletta-Andria-Trani, 3 d'agost del 1979) és un ciclista italià, professional des del 2003 fins al 2011.
A l'octubre del 2007 va ser sancionat durant dos anys i els seus resultats foren anul·lats.
En el seu palmarès destaca la victòria al Baby Giro del 2002.

## Palmarès
- 2002
  - 1r al Baby Giro i vencedor d'una etapa
- 2005
  - Vencedor d'una etapa al Giro del Trentino
- 2007
  - 1r a la Clàssica d'Almeria
- 2010
  - Vencedor d'una etapa al Giro de la Província de Reggio de Calàbria

### Resultats al Giro d'Itàlia
- 2003. Fora de control (18a etapa)
- 2004. 57è de la classificació general